# József Piller

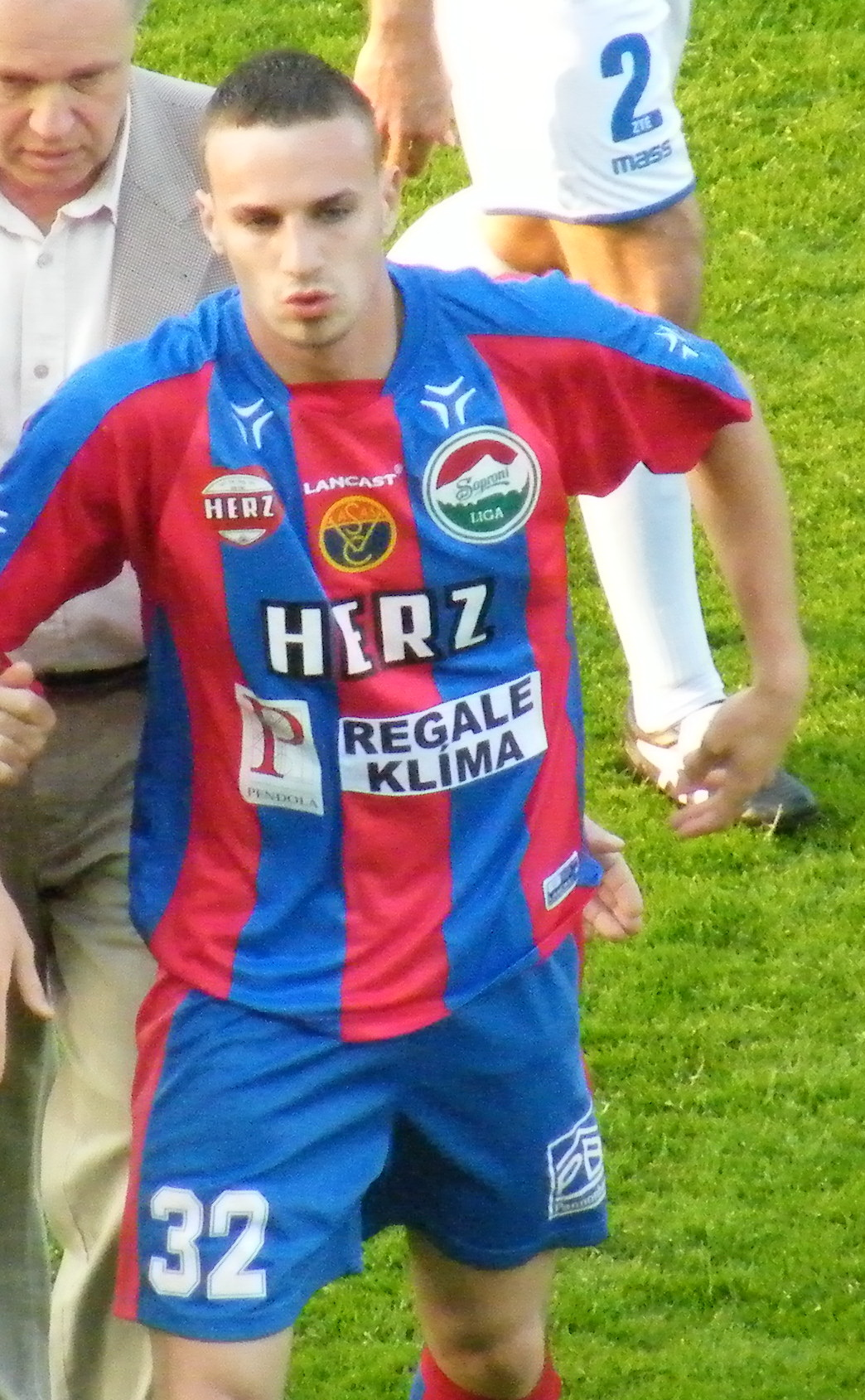
József Piller

József Piller (Boedapest, 16 augustus 1988) is een Hongaars voetballer die als aanvaller speelt.
Piller speelde van 2004 tot 2011 voor Vasas SC dat hem in 2010 verhuurde aan BFC Siófok. In het seizoen 2011/12 zou hij voor SC Veendam spelen maar hij verliet de club in de winterstop na twee gespeelde wedstrijden voor Egri FC.